# Ormoy, Haute-Saône
Ormoy är en kommun i departementet Haute-Saône i regionen Bourgogne-Franche-Comté i östra Frankrike. Kommunen ligger i kantonen Jussey som tillhör arrondissementet Vesoul. År 2022 hade Ormoy 205 invånare.

## Befolkningsutveckling
Antalet invånare i kommunen Ormoy
| Referens: INSEE |